# Марко Тардели
Марко Тардели (Каређине, 24. септембар 1954) бивши је италијански фудбалер и  фудбалски тренер. На клупском нивоу играо је као везни играч за неколико италијанских клубова; каријеру је започео у Писи, а касније је играо за Kомо, Јувентус и Интер Милано, пре него што је каријеру завршио у швајцарском Санкт Галену. Имао је успешну каријеру у Јувентусу, са којим је освојио пет титула, више титула Купа Италије и четири титуле УЕФА такмичења (УЕФА Лига шампиона, Куп победника купова, УЕФА Лига Европе и УЕФА суперкуп). Тардели је након тога постао један од три играча икада који је победио у сва три главна УЕФА клупска такмичења, заједно са саиграчима репрезентације Италије и Јувентуса, Антонијом Карабинијем и Гаетано Ширеом.
Тардели је постигао успех и са репрезентацијом Италије. Представљао је своју државу на три Светска првенства у фудбалу, 1978, 1982 и 1986. године, а последње су Италијани освојили. Његово славље након финала Светског првенства 1982. године, где је држао подигнуте песнице, плакао и скандирао „гол! гол!” сматра се једним од најпознатијих тренутака у историји Светског купа. Учествовао је и на Европском првенству 1980. године у првој постави репрезентације Италије. 
Сматра се једним од највећих италијанских везних играча и једним од најбољих играча своје генерације. Тардели је био енергичан, јак и вешт играч, познат по способности да допринесе офанзивно и одбрамбено. Године 2004. Тардели је проглашен за 37. најбољег на Златном јубиларном истраживању УЕФЕ, а такође је увршћен у Италијанску Фудбалску кућу славних, 2015. године.
Као тренер, Тардели је у почетку радио са репрезентацијом Италије до 16 године, а касније је био помоћник тренера Чезара Малдинија за репрезентацију Италије до 21 године, са којом је освојио Медитеранске игре 1997. године и УЕФА Европско првенство до 21. Између 2004. и 2005. године био је тренеррепрезентације Египта, а помоћни тренер Ирске био је између 2008. и 2013. године.
Тардели је био један од 80 познатих Италијана, који је потписао петицију  о Италијанском уставном референдуму 2016. године.

## Играчка каријера
Тардели је професионалну каријеру започео 1972. године у клубу Писа који је играо у италијанској Серији Ц. Две године касније играо је у клубу Комо у Серији Б, а у октобру 1975. године придружио се Јувентусу у Серији А. Током десет година боравка у клубу из Торина, остварио је велики успех, био је један од три играч акоји су икада победили сва три велика европска такмичења, заједно са Антонијом Карабинијем и Гаетано Ширеом. Са Јувентусом је освојио са којим је освојио пет титула, више титула Купа Италије и четири титуле УЕФА такмичења;УЕФА Лига шампиона, Куп победника купова, УЕФА Лига Европе и УЕФА суперкуп 1984. године. Одлучућуји погодак постигао је током првог меча финала Купа УЕФА 1977. године на мечу са Фатлетик Билбаом, што је Јувентусу омогућило да освоји прву велику европску титулу у историји.
Укупно, Тардели је одиграо 376 утакмица са Јувентусом и постигао 51 гол. Клуб је напустио 1985. године, када је прешао у Интер Милано, где је до 1987. године играо на 43 првенствене утакмице, а постигао 2 гола. Каријеру је завршио 1988. године у швајцарском Санкт Галену, за који је одиграо 14 утакмица.
Прву утакмицу за репрезентацију Италије одигроа је 7. априла 1976. године против селекције Португалије. Играо је на Светском првенству 1978. године и на Европском првенству 1980. године које је одржано у Италији, где је репрезентације Италије освојила четврто место. На Светксом првенству 1982. године Тардели је постигао два гола, први у групној фази другог кола против Аргентине, а други у финалу против селекције Западне Немачке. Након гола у финалу, са сузама у очима потрчао је ка клупи, стиснуо песнице и викао „Гол, гол!”, а ово славље названо је „плач Тарделија” и сматра се једним од најпознатијих тренутака у историји Светског првенства у фудбалу 1982. године.
Тардели је касније изјавио: „Након што сам постигао гол, цео мој живот је прошао преда мном, исти осећај који имају људи када требају да умру. Радост је била неизмерна, нешто о чему сам маштао као дете и моја прослава је била остварење тог сна. Рођен сам са тим, а дошао је тренутак да то испољим.”
Године 2014. његово славље у финалу Светског првенства 1982. године, BBC је прогласио четвртим највећим тренутком Светског купа икада. За репрезентацију Италије одиграо је 81 утакмицу, последњу на мечу против Норвешке у септембру 1985. године. Капитен националног тима Италије био је између 1983. и 1985. године. Учествовао је и на Светском првенству 1986. године, али није играо. Пензионисао се 1988. године.

## Стил игре
Током ере у којој је Италија била позната по својој одбрамбеној способности у фудбалу, Тардели је имао техничке способности, био вешт и напредовао офанизивно. Током раних осамдесетих година сматран је за једног од најбољих везних играча на свету.
Брз, упоран и енергичан играч, са јаким шутом, сматра се једним од најбољих италијанских везиста свих времена, а познат је и по тактичкој способности, свестраности и енергичности, што му је омогућило да игра било где на средини терена. Иако је обично био распоређен на центру, током времена када су тим Јувентус водили Ђовани Трапатони и Ензо Берзот, Тардели је играо као крилни играч на боку, а некада и као дефанзивац. Током ране каријере играо је као бек, са обе стране терена и као центарфор, због својих вештина способности освајања лопте.
Иако је Тарделли углавном био познат по брзини, издржљивости и одбрамбеним способностима, такође је поседовао снажан шут и био је у стању да води лопту са обе ноге, упркос томе што је природно дешњак. Због доброг темпа и витке грађе, Тарделијев саиграч из Јувентуса, Лућијано Спинози дао му је надимак „Шизо”. Поред фудбалских способности, истицао се вођством, а био је познато и као одлучујући играч током игре. Часопис Тајмс је 2007. године уврстио Тарделија на 10 место листе „50 најтежих фудбалер у историји”.  Џонатан Вилсон је у часопису Гардијан 2013. године написао да га је Тардели као везиста разочарао.

## Тренерска каријера
Тардели је започео каријеру тренера као главни тренер фудбалска репрезентације Италије до 165 година, 1988. године, одмах након што је престао да буде играч. Две године касније, постао је помоћни тренер Чезаре Малдинија, за репрезентацију Италије до 21 године. Године 1993. тренирао је фудбалски клуб Комо, у којем је играо средином седамдесетих година. Комо је одвео у Серију Б, али је на крају сезоне тим ипак испао из лиге.
Године 1995. преузео је Чезену, тада другу екипу у Сербији Б. Тардели је провео три сезоне као тренер Чезен, пре него што је постао главни тренер репрезентације Италије до 21 године, са којом је освојио Европско првенство до 21, а наредне године тренирао је италијански тим до 21. године, који је учествовао на Летњим олимпијским играма 2000. године у Сиднеју, где су стигли до чевртфинала. Тренер клуба Интер Милано постао је у сезони 2000/2001. ипак његов мандат је био кратак; након низа срамотних пораза од 6:0 од Милана, Тардели је отпуштено у јуну 2001. године. Није имао пуно среће у тренерским пословима који су уследили, укључујући Бари, репрезентацију Египта и Арезо. 
Кратко време био је у административном већу Јувентуса, током 2006. године, пре него што је поднео оставку 2007. године, наводно због разлика у хијерархији у клубу. У фебруару 2008. године придружио се тренерском штабу репрезентације Републике Ирске као помоћник менаџера Ђованију Трапатонију. Његов бивши саиграч Лијам Бреди именован је за Тарделијеовог асистента. После пораза Републике Ирске од репрезентације Аустралије, 11. септембра 2013. године, Тардели је раскинуо уговор.

## Статистика

### Клубови
| Наступ            | Наступ            | Наступ               | Лига | Лига | Куп | Куп | Континентални куп | Континентални куп | Укупно | Укупно |
| Сезона            | Клуб              | Лига                 | Ута  | Гол  | Ута | Гол | Ута               | Гол               | Ута    | Гол    |
| ----------------- | ----------------- | -------------------- | ---- | ---- | --- | --- | ----------------- | ----------------- | ------ | ------ |
| 1972–73           | Писа              | Серија Ц             | 8    | 2    |     |     |                   |                   |        |        |
| 1973–74           | Писа              | Серија Ц             | 33   | 2    |     |     |                   |                   |        |        |
| 1974–75           | Комо              | Серија Б             | 36   | 2    |     |     |                   |                   |        |        |
| 1975–76           | Јувентус          | Серија А             | 26   | 2    |     |     |                   |                   |        |        |
| 1976–77           | Јувентус          | Серија А             | 28   | 4    |     |     |                   |                   |        |        |
| 1977–78           | Јувентус          | Серија А             | 26   | 4    |     |     |                   |                   |        |        |
| 1978–79           | Јувентус          | Серија А             | 29   | 4    |     |     |                   |                   |        |        |
| 1979–80           | Јувентус          | Серија А             | 18   | 4    |     |     |                   |                   |        |        |
| 1980–81           | Јувентус          | Серија А             | 28   | 7    |     |     |                   |                   |        |        |
| 1981–82           | Јувентус          | Серија А             | 22   | 3    |     |     |                   |                   |        |        |
| 1982–83           | Јувентус          | Серија А             | 26   | 5    |     |     |                   |                   |        |        |
| 1983–84           | Јувентус          | Серија А             | 28   | 0    |     |     |                   |                   |        |        |
| 1984–85           | Јувентус          | Серија А             | 28   | 2    |     |     |                   |                   |        |        |
| 1985–86           | Интер Милано      | Серија А             | 19   | 2    |     |     |                   |                   |        |        |
| 1986–87           | Интер Милано      | Серија А             | 24   | 0    |     |     |                   |                   |        |        |
| 1987–88           | Санкт Гален       | Суперлига Швајцарске | 14   | 0    |     |     |                   |                   |        |        |
| Укупно            | Италија           | Италија              | 379  | 43   | -   | -   | -                 | -                 | 379    | 43     |
| Укупно            | Швајцарска        | Швајцарска           | 14   | 0    | -   | -   | -                 | -                 | 14     | 0      |
| Укупно у каријери | Укупно у каријери | Укупно у каријери    | 393  | 43   | -   | -   | -                 | -                 | 393    | 43     |

### Репрезентација
| Италија | Италија | Италија |
| Година  | Ута     | Гол     |
| ------- | ------- | ------- |
| 1976    | 8       | 0       |
| 1977    | 7       | 0       |
| 1978    | 13      | 1       |
| 1979    | 4       | 2       |
| 1980    | 12      | 1       |
| 1981    | 6       | 0       |
| 1982    | 13      | 2       |
| 1983    | 4       | 0       |
| 1984    | 7       | 0       |
| 1985    | 6       | 0       |
| Укупно  | 81      | 6       |

### Тренер
| Тим          | Реп     | Од            | До        | Статистика | Статистика | Статистика | Статистика | Статистика |
| Тим          | Реп     | Од            | До        | Г          | П          | Н          | И          | Поб. %     |
| ------------ | ------- | ------------- | --------- | ---------- | ---------- | ---------- | ---------- | ---------- |
| Интер Милано | Италија | октобар 2000. | јун 2001. | 40         | 15         | 13         | 12         | 037,50     |
| Укупно       | Укупно  | Укупно        | Укупно    | 40         | 15         | 13         | 12         | 037,50     |

## Трофеји

### Играч

#### Јувентус[8]
- Серија А: 1976–77, 1977–78, 1980–81, 1981–82, 1983–84.
- Куп Италије: 1978–79, 1982–83.
- УЕФА Куп: 1976-77.
- Куп победника купова: 1983-84.
- УЕФА суперкуп: 1984.
- УЕФА Лига шампиона: 1984-85.

#### Репрезентација Италије[8]
- Светско првенство: 1982.

### Индивидуални
- УЕФА гласање Златни јубилеј: #37[31]
- ФИФА ХI: 1979.[32]
- Најбољи тим Европског првенства: 1980.[33]
- Италијанска фудбалска кућа славних: 2015.[34]

### Тренер

#### Италија до 21[35]
- Медитеранске игре: 1997.
- Европско првенство за фудбалере до 21. године: 2000.